# ZND理論
ZND理論（ZNDりろん、Zeldovich von Neumann Doering detonation model）とは、1940年代にジョン・フォン・ノイマンによって考え出された火薬の爆轟現象を予測する理論である。
同年代にソビエトのヤーコフ・ゼルドビッチも同様の理論を考え出し、ソビエトの核兵器開発に役立てたと言われている。
この理論では有限率化学反応を認め、爆発を発熱化学反応の地帯が続く無限に薄い非連続な衝撃波（実際には平均自由行程の数倍程度の厚み）としてモデル化し、衝撃波による熱量の増大が爆薬自身の断熱圧縮によるものであると捉え、実質的に、爆薬の持つ温度などの化学エネルギーも全て、前方へ衝撃波を伝播するために利用されることを示し、ZNDモデルとして理論化されている。
まとめると以下の4点を前提条件としている。
1. 流れは一次元
2. 衝撃波面は非連続にジャンプしている。これは各種輸送現象（熱伝導、放射、拡散、粘性）を無視したため
3. 衝撃波が通過する前の反応速度は0。通過した後の反応速度は有限。そして逆反応は起こらない
4. 化学組成以外のすべての熱力学的変数は局所的に熱力学平衡に達している。

非常に大雑把に言うと、衝撃波が通るとき圧力p1は非連続的にpHまで急上昇する。
分子はまず、並進自由度が励起され、後ガスは非平衡の高い並進温度Ttに達し、回転や振動などの自由度に分配されTHまで下がり平衡に達する。次に発熱の少ない連鎖反応が進み、その後、発熱反応に移行し温度は若干上昇しTBとなる。
第二次世界大戦中にマンハッタン計画の中で原爆の爆縮レンズを作るには従来のCJ理論では精密な爆縮の制御を計算することが困難であった。
特に爆縮レンズは爆速の異なる複数種類の爆薬を組み合わせて使うため、より高度で精密な演算方法理論が求められたところから開発された。
CJ理論に比べて大変に複雑で計算量の多い方式であるため、コンピューターの無かった当時はその計算には膨大な労力を要したと言われ、原爆一つを作るのに有能な数学者チーム総がかりでも、計算だけで10ヶ月を要したと言われている。
1920年代後半には爆轟波が実際には計算で求められているような一次元ではなく複雑な三次元構造を持つことが示されていたが1950年代になると三重点を持つ複雑な三次元構造であることが判明してきた。
1940年代以降にはこれよりも発展した準三次元的なノズル理論や湾曲波面理論などが登場しているが、
ZNDモデルは一定速度で伝播する定常爆轟に関しては十分な精度で近似する値を求めることが可能であり、現在でも爆轟波の計算にはCJ理論と並んで、ZND理論が広く用いられている。
この理論は核兵器の製造に必須であるが、特別に機密事項というわけではなく、理論そのものは大学などで火薬学の研究で教えられており、論文や著書も公開されている。ただし、非常に難解であるため実用化できるほどの爆縮レンズを作れる人材が居るかどうかは全くの別問題である。曲率をもち、変化する衝撃波の扱いはZND理論に限らず極めて難解である。